# Étoilé
Étoilé (фр. звёздный) — свободная среда рабочего стола для UNIX-подобных операционных систем основанная на GNUstep и написанная с нуля. Благодаря модульности и лёгкости компонентов, а также предоставляемой документации пользователь может создать своё собственное окружение, комбинируя сервисы (приложения) и другие компоненты.
Étoilé вместо привычных метафор рабочего стола использует более высокоуровневый принцип объектов. С его помощью он может представить некоторые объекты как файлы (которые традиционно так не отображаются), например, людей. Проект также надеется избежать негибкости имён файлов и их иерархий, позволяя пользователю помечать объекты и собирать их (вместо того чтобы полагаться на папки).

## Цели
Цели, поставленные проектом:
- лёгкие, ориентированные приложения.
- быстрый и простой обмен данными между запущенными приложениями и документами, с несколькими переключателями контекста, напр. между приложениями и окнами, с использованием выбора.
- объектно-композитный слой несвязанных элементов в объектах первого класса (документы, папки, и пр.)
- Работа на основе «проект-вдохновлённого» управления (управление версиями, индексация, обмен)
- Технология помощника, аналогичная Apple Newton.

## Сотрудничество с GNUstep
Проект сотрудничает с GNUstep, предоставляя фреймворки, HIG и документацию, позволяющую разработчикам GNUStep разрабатывать совместимые с Étoilé приложения (т. н. «сервисы»).

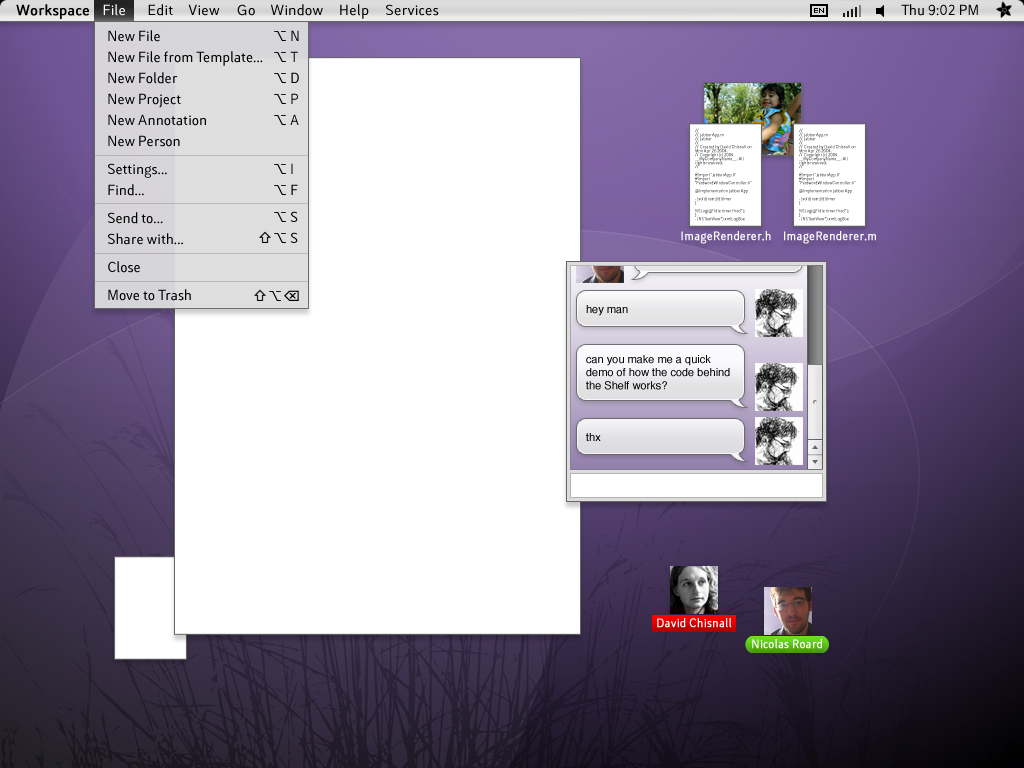
«Принцип объектов»